# 동양경제일보
동양경제일보(일본어: 東洋経済日報 도요게이자이닛보[*])는 재일 한국인에 의해 창설된 신문사이다. 가장 큰 출판사인 동양경제신보사(일본어: 東洋経済新報社)와는 명칭이 비슷해서 혼동되기 쉽지만, 전혀 관계가 없다.

## 연혁
1946년 4월, 회원제일간지로 고베시에서 창간되었다. 그 후, 오사카 지사, 나고야 지사를 순차적으로 개설하고, 1960년에는 도쿄도로 진출했다. 같은 해에 부산총국 및 서울의 한국지사를 개설했다. 지금은 도쿄도에 본사가 있다.